# ديتسنباخ
ديزنباخ (بالألمانية: Dietzenbach) هي district capital، بلدة، Gemarkung، مدينة و بلدة ألمانية تقع في ألمانيا في Offenbach.  يقدر عدد سكانها بـ 33,110 نسمة .

## المدن التوأمة
مدينة راكوفنيك هي مدينة توأمة لـديزنباخ.

## أعلام
- جوتز أوتو
- مونيكا ستاب